# Komo-Mondah
Komo-Mondah – departemant Gabonu. Wchodzi w skład prowincji Estuaire. Siedzibą departamentu jest Ntoum.
W 2003 roku departament ten zamieszkiwało 104 875 osób.